# Siegfried Mureșan
Siegfried Vasile Mureșan (n. 20 septembrie 1981, Hunedoara, Hunedoara, România) este un economist și om politic român, deputat european din partea Grupului PPE și membru al Partidului Național Liberal (PNL). Începând din luna noiembrie 2019, deține și funcția de vicepreședinte al Partidului Popular European (PPE).

## Educație
Siegfried Vasile Mureșan a absolvit Academia de Studii Economice (ASE) din București în anul 2004. A continuat studiile cu un Master în Științe Economie și Management la Universitatea Humboldt (HU Berlin) din Berlin pe care l-a finalizat în anul 2006.

## Începuturile carierei profesionale
După terminarea studiilor, Siegfried Vasile Mureșan a primit o bursă din partea Parlamentului Germaniei pentru a face parte din programul internațional de stagii al Bundestag-ului. După stagiu, a fost numit consilier al președintelui Comisiei pentru afaceri europene a Parlamentului Germaniei, Gunther Krichbaum, funcție pe care a deținut-o timp de trei ani. În 2009 s-a mutat la Bruxelles, unde a lucrat în Parlamentul European până în 2011.

## Cariera politică

### Primul mandat în Parlamentul European
În anul 2011 obține prin concurs postul de consilier politic pentru probleme economice și sociale al Partidul Popular European (PPE), iar în ianuarie 2014 devine consilier politic principal al PPE. Tot în 2014 se înscrie în Partidul Mișcarea Populară și este ales președinte al organizației de tineret. Candidează la alegerile europarlamentare din 25 mai 2014, situându-se pe poziția a doua pe listele PMP. În urma alegerilor, obține un mandat de cinci ani în Parlamentul European. În noua configurație a legislativului european, este ales vicepreședintele Comisiei pentru bugete, membru supleant în Comisia pentru afaceri economice și monetare și membru în Delegația Comisiei parlamentare de cooperare UE - Republica Moldova.
În 22 ianuarie 2015, președintele Partidului Popular European, Joseph Daul, anunță că Siegfried Vasile Mureșan a fost desemnat purtătorul de cuvânt politic al PPE. Începând cu data de 7 mai 2018, se alătură Partidului Național Liberal, cel mai mare partid membru al PPE din România.

#### Raport privind disponibilizările din Câmpia Turzii
Parlamentul European a aprobat, în septembrie 2014, raportul eurodeputatului român Siegfried Vasile Mureșan prin care sunt alocate 3,57 de milioane de euro pentru sprijinirea lucrătorilor disponibilizați de la Combinatul Mechel din Câmpia Turzii. 
Finanțarea, care provine din Fondul European de Ajustare la Globalizare, va contribui la implementarea unor măsuri de conversie profesională, mentorat la locul de muncă sau stagii pentru 1.000 de persoane care au rămas fără locuri de muncă după ce Grupul siderurgic rus Mechel a decis să își înceteze activitatea în România, în anul 2012.

#### Ajutor de 8,5 milioane de euro pentru România după inundațiile din 2014
Parlamentul European a aprobat, în iulie 2015, raportul lui Siegfried Vasile Mureșan prin care sunt alocate României 8,5 milioane de euro, din Fondul de Solidaritate al Uniunii Europene, pentru a compensa pagubele provocate de inundațiile din 2014. Pe lângă cele 8,5 milioane de euro acordate României, mai sunt acordate 2 milioane de euro sprijin pentru Bulgaria, respectiv, 56 de milioane de euro pentru Italia, tot pentru a acoperi parțial pagubele provocate de inundațiile din 2014.

#### Raportor al Grupului PPE pentru Bugetul UE din 2017
La începutul anului 2016, Siegfried Vasile Mureșan este desemnat raportor din partea Grupului PPE pentru bugetul Uniunii Europene din 2017. Pe parcursul negocierilor care au condus la adoptarea bugetului european pentru 2017, Mureșan a reușit să includă toate prioritățile Grupului PPE în forma finală a bugetului. De exemplu, a obținut majorări pentru programe precum COSME, Erasmus+, Orizont 2020 - pentru fiecare alocându-se în plus câte 50 de milioane de euro. Totodată, a negociat cu succes creșteri pentru asistența macro-financiară, 15 milioane de euro față de bugetul propus inițial de către Comisia Europeană,  dar  și o creștere cu 500 milioane de euro pentru a sprijini fermierii europeni afectați de criza din sectorul lactatelor. 

#### Negociator-șef al Parlamentului European pentru Bugetul UE din 2018
Siegfried Vasile Mureșan este desemnat, în data de 24 noiembrie 2016, de Comisia pentru bugete a Parlamentului European, raportor al Parlamentului pentru proiectul de buget al Uniunii Europene din anul 2018, devenind astfel primul român ales ca negociator-șef al Parlamentului European pentru bugetul anual al UE. După desemnare, Siegfried Vasile Mureșan a susținut că obiectivele sale în cadrul negocierilor vizează continuitatea finanțării priorităților de creștere economică a Uniunii Europene, cu accent pe investiții în infrastructură, cercetare, inovare, locuri de muncă pentru tineri, dar și întărirea securității cetățenilor europeni. 
În data de 30 noiembrie 2017, după mai bine de 9 luni de negociere, plenul Parlamentului European adoptă Bugetul Uniunii Europene pentru anul 2018, în valoare de 160,1. miliarde de euro.
Față de propunerea inițială a Comisiei Europene, Bugetul UE din 2018, în forma finală adoptată după negocierile conduse de Mureșan, prevede creșterea alocărilor pentru programe privind reducerea șomajului în rândul tinerilor, pentru cercetare, inovare și siguranță, precum și pentru statele din Vecinătatea estică, inclusiv Republica Moldova. Totodată, bugetul prevede, printre altele, o creștere de 54%, comparativ cu 2017, a plăților pentru Politica de Coeziune, care ajung astfel la valoarea de 46 de miliarde de euro.

##### Fonduri pentru combaterea dezinformării în Europa
În bugetul negociat de Mureșan, sunt alocate, în premieră, 4,9 milioane de euro din Bugetul UE 2018 pentru combaterea dezinformării și a propagandei venită dinspre Federația Rusă. Astfel, este prevăzută finanțarea în premieră cu 1,1 milioane de euro a unei acțiuni pregătitoare privind combaterea acestor fenomene, precum și alocarea a 3 milioane de euro Comisiei Europene pentru comunicare în relațiile externe, în special în Vecinătatea estică și Balcanii de Vest. Totodată, Serviciul European pentru Acțiune Externă primește o alocare de 800.000 de euro pentru instrumente de comunicare strategică.

##### Obținerea finanțării unor bilete gratuite de tren pentru ca tinerii să viziteze Europa
În urma propunerilor deputatului european Siegfried Vasile Mureșan, Bugetul UE 2018 prevede și lansarea Programului de acordare a unui bilet gratuit de tren valabil timp de o lună în 30 de țări europene pentru fiecare tânăr care împlinește 18 ani și care vrea să viziteze Europa. Programul primește o finanțare inițială pentru anul 2018 de 12 milioane de euro.
Bugetul UE 2018 prevede, totodată, mai mulți bani pentru crearea de locuri de muncă la nivel european, pentru investiții în cercetare, inovare și siguranța cetățeanului față de proiectul inițial propus de Comisia Europeană.

#### Relația UE cu Republica Moldova
Siegfried Vasile Mureșan este membru al Delegației la Comitetul parlamentar de asociere UE - Moldova și susținător al parcursului european al Republicii Moldova. Printre altele, în perioada 8 - 12 decembrie 2014, Mureșan a organizat o expoziție de artă moldovenească în sediul Parlamentului European din Bruxelles, intitulată „Moldovan Art for Your Heart”. Printre artiștii care și-au expus operele în incinta Parlamentului European au fost Elvira Cemortan-Voloșin, Carmen Poenaru, Natalia Procop, Gutiera Prodan și Alexandru Medinschi.
Siegfried Vasile Mureșan a solicitat, în amendamentele pe care le-a depus la raportul privind activitatea Băncii Europene de Investiții (BEI) pentru anul 2013, votat de Comisia pentru bugete din Parlamentul European în data de 9 martie 2015, ca BEI să crească finanțările alocate țărilor din Vecinătatea Estică, printre care și Republica Moldova.
Mureșan a participat, totodată, în calitate de observator internațional, la Misiunea Parlamentului European de observare a celor două tururi ale alegerilor președintelui Republicii Moldova din 30 octombrie 2016 și, respectiv, din 13 noiembrie 2016. În urma misiunii, Siegfried Vasile Mureșan a concluzionat că „discuțiile atât cu societatea civilă, cât și cu presa s-au concentrat și pe necesitatea transparentizării finanțării campaniilor electorale în viitor și pe asigurarea unui acces echilibrat al tuturor candidaților la mijloacele de informare în masă și îmbunătățirea caracterului obiectiv al emisiunilor pe mijloacele de comunicare în masă".
La ședința Comitetului parlamentar de asociere Uniunea Europeană - Republica Moldova, desfășurată în 14 decembrie 2016 la Parlamentul European din Strasbourg, Franța, Siegfried Mureșan a transmis că „Republica Moldova are nevoie de condiții mai bune de vot, de finanțare transparentă a partidelor politice și de acces corect al tuturor candidaților la mass-media”.
În data de 4 aprilie 2017, Comisia pentru bugete a Parlamentului European a votat o altă solicitare a lui Siegfried Vasile Mureșan privitoare la sprijinul pe care Uniunea Europeană îl acordă Republicii Moldova. Astfel, europarlamentarul a cerut, în calitate de raportor din partea Comisiei pentru bugete pe avizul privind programul de asistență macrofinanciară al Comisiei Europene pentru Republica Moldova, în valoare de 100 de milioane de euro, condiționarea acordării sprijinului financiar de obținerea unor rezultate concrete din partea Republicii Moldova în domenii importante precum combaterea corupției, independența justiției, întărirea statului de drept și întărirea sistemului bancar.
În calitate de negociator-șef din partea Parlamentului European pentru Bugetul Uniunii Europene din anul 2018, Siegfried Vasile Mureșan și-a setat drept una dintre prioritățile de negociere creșterea alocărilor bugetare pentru statele din Vecinătatea Estică, inclusiv Republica Moldova. Ca urmare a negocierilor pe care le-a purtat pe parcursul anului 2017, în forma finală a Bugetului UE din 2018, aprobată de Parlamentul European în 30 noiembrie 2017, Siegfried Mureșan a obținut creșterea cu 58,5 milioane de euro a fondurilor destinate Vecinătății Estice în 2018, până la 602,5 milioane de euro.

#### Reprezentant al Parlamentului European la Reuniunea Anuală FMI - Banca Mondială
Siegfried Vasile Mureșan a participat ca reprezentant al Parlamentului European (PE), alături de o delegație a Comisiei pentru afaceri economice și monetare din PE, la Reuniunile anuale ale conducerii Fondului Monetar Internațional și Băncii Mondiale care a avut loc în perioada 6 - 9 octombrie 2016 la Washington D.C., Statele Unite ale Americii.

#### Poziționări în dezbaterile Parlamentului European privind justiția din România

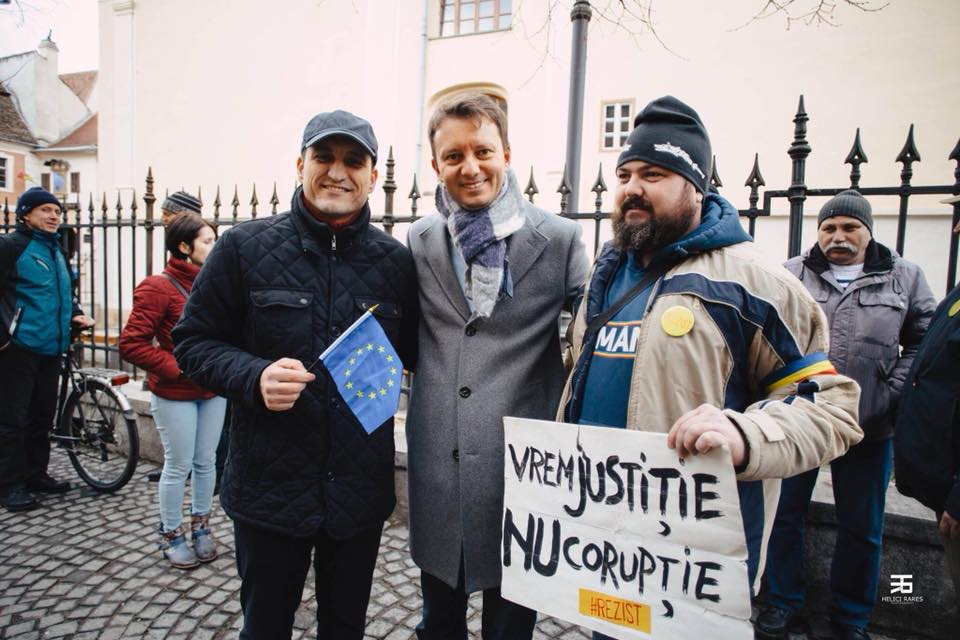
Mureșan împreună cu un participant la protestele mișcării #rezist la Sibiu

Deputatul european Siegfried Vasile Mureșan a criticat, în Parlamentul European, măsurile luate de Guvernul și Parlamentul României în 2017 și 2018 privind legislația judiciară din România și, totodată, a participat la mai multe proteste în 2017 și 2018 împotriva măsurilor luate de Guvernul României și Parlamentul României în domeniul justiției, organizate de societatea civilă, dar și de diaspora română, în București, Sibiu și Bruxelles.    „În timp ce purtăm această dezbatere, în România, mai mult de 300.000 de oameni protestează în stradă, în frig, împotriva unei ordonanțe de urgență adoptate aseară de către Guvernul României, prin care se fac modificări esențiale la Codul penal, modificări care dezincriminează abuzul în serviciu”, a declarat eurodeputatul Siegfried Mureșan în intervenția din plenul Parlamentului European privind chestiuni politice importante care a avut loc în data de 1 februarie 2017. Mesajul la adresa susținerii protestelor din România a fost reiterat de Mureșan în dezbaterea Parlamentului European de a doua zi, 2 februarie 2017, cu tema „Democrația și Justiția din România”.
De asemenea, la dezbaterea Parlamentului European din 7 februarie 2018, cu tema „Amenințări la adresa statului de drept provocate de reforma sistemului judiciar din România”, europarlamentarul Siegfried Mureșan și-a reiterat susținerea pentru protestatari. „Realitatea în România este următoarea: există o discrepanță majoră între ceea ce vor oamenii și ceea ce vrea coaliția de guvernare. Oamenii vor dreptate, justiție, domnia legii, stat de drept. Oamenii vor valori europene, iar politicienii aflați la guvernare vor slăbirea instituțiilor statului, vor o justiție sub propriul lor control”, a declarat, atunci, europarlamentarul Siegfried Vasile Mureșan.

#### Raportor al GPPE privind activitatea Băncii Europene de Investiții și a Băncii Centrale Europene
În timpul primului său mandat în legislativul european, Siegfried Vasile Mureșan a fost și raportor al Grupului Partidului Popular European (PPE) asupra Raportului referitor la Raportul anual pentru 2016 privind activitățile financiare ale Băncii Europene de Investiții și raportor al Grupului PPE asupra Raportului referitor la Raportul anual pentru 2016 al Băncii Centrale Europene.
Campania electorală pentru alegerile europarlamentare din 2019
Campania electorală pentru alegerile europarlamentare a început pe 26 aprilie 2019. Siegfried Vasile Mureșan a participat în campanie la întâlnirile și mitingurile regionale organizate de Partidul Național Liberal (PNL) în  Timișoara, Cluj, Constanța, Brașov și Iași. Cel mai mare miting a fost organizat la București, pe 18 mai 2019, unde au fost prezenți peste 60 000 de oameni.
Siegfried Vasile Mureșan a coordonat elaborarea programului electoral al PNL pentru alegerile europarlamentare. Documentul, publicat în data de 13 mai la București, cuprinde următoarele obiective asumate de europarlamentarii PNL: 
- simplificarea absorbției fondurilor europene;
- creșterea subvenției la hectar pentru fermierii români până la nivelul mediu din UE;
- dublarea, cu ajutorul fondurilor europene, a numărului de comune din România care au acces la rețea de gaze;
- finalizarea, din fonduri europene, a cadastrării în România;
- creșterea numărului de burse "Erasmus" pentru studenții români de la 8.000 burse / an până la 20.000 de burse / an;
- continuarea procesului de consolidare a UE.

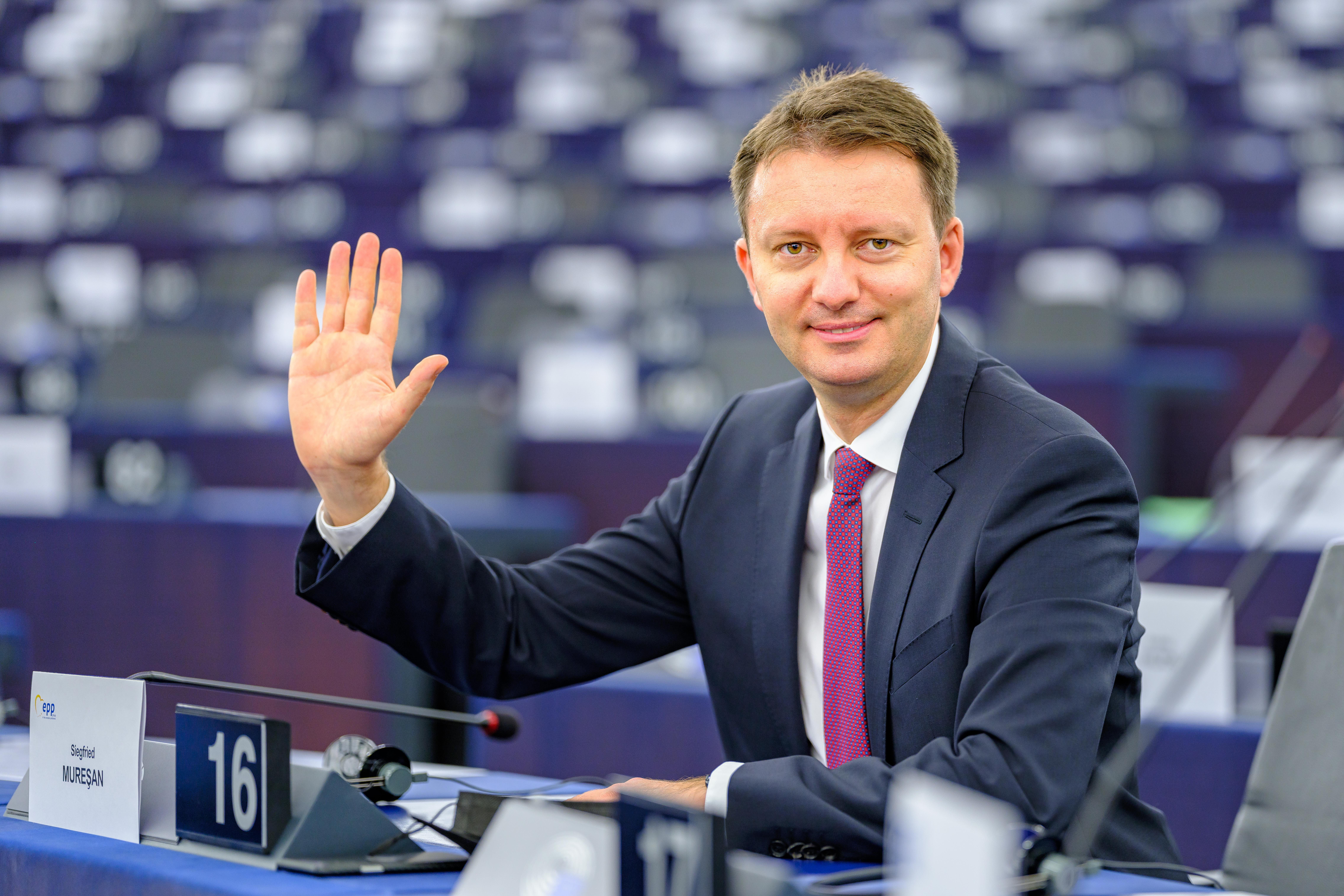
Siegfried Mureșan în Parlamentul European

### Al doilea mandat în Parlamentul European
În 24 septembrie 2018, deputatul european Siegfried Vasile Mureșan și-a depus dosarul de candidatură pentru un nou mandat în Parlamentul European.
În dosarul de candidatură, Siegfried Vasile Mureșan și-a propus, printre obiectivele noului mandat, protejarea intereselor României în Comisia pentru bugete din Parlamentul European și obținerea de alocări financiare cât mai ridicate pentru România. Totodată, și-a asumat obținerea de alocări suficiente pentru plățile către fermieri, către coeziune economică, către burse de studiu „Erasmus” și către cercetători. 
Participarea la dezbateri privind viitorul zonei euro, astfel încât niciuna din deciziile luate să nu afecteze negativ economia României și protejarea drepturilor și intereselor statelor membre care nu fac parte din zona euro, dar și-au asumat aderarea la zona euro, se numără de asemenea printre obiectivele enunțate de Siegfried Vasile Mureșan în dosarul de candidatură. 
În data de 14 martie 2019, Biroul Politic Național al Partidului Național Liberal a votat lista de candidați a partidului pentru alegerile europarlamentare din 26 mai 2019. Pe locul 3 pe această listă a fost ales eurodeputatul Siegfried Vasile Mureșan.
În data de 27 martie 2019, Partidul Național Liberal a depus la Biroul Electoral Central lista de candidați și semnăturile de susținere pentru înscriere la alegerile europarlamentare din 26 mai 2019, iar Siegfried Vasile Mureșan a devenit, astfel, candidat oficial pentru un nou mandat din Parlamentul European. În urma votului din 26 mai 2019, Partidul Național Liberal a obținut cel mai bun scor dintre competitorii politici (27%), iar Siegfried Vasile Mureșan a fost ales pentru un nou mandat în Parlamentul European.

#### Vicepreședinte al Grupului PPE din Parlamentul European
La scurt timp după alegeri, în data de 5 iunie 2019, Siegfried Vasile Mureșan a fost votat vicepreședinte al Grupului PPE din Parlamentul European, cel mai mare grup politic din legislativul european, cu 141 de voturi din 158 de voturi valabil exprimate. 
În data de 19 septembrie 2019, Grupul PPE din Parlamentul European a hotărât că Siegfried Vasile Mureșan, în calitate de vicepreședinte, va coordona activitatea grupului în domeniile buget, dezvoltare regională, agricultură și control bugetar.  În octombrie 2021, Mureșan a fost reales  în funcția de vicepreședinte al Grupului PPE.

#### Vicepreședinte al Partidului Popular European
În data de 21 noiembrie 2019, Siegfried Mureșan a fost ales vicepreședinte al Partidului Popular European la Congresul Statutar al partidului care a avut loc la Zagreb, în Croația. Una dintre prioritățile deputatului european va fi ca Partidul Popular European să contribuie decisiv la întărirea României în Uniunea Europeană.
La data de 1 iunie 2022, deputatul european Siegfried Mureșan a fost reales vicepreședinte al Partidului Popular European, în cadrul congresului partidului de la Rotterdam.

#### Raportor al Parlamentului European privind finanțarea Pactului Ecologic European
Deputatul european Siegfried Mureșan a fost ales în ianuarie 2020 raportor al Parlamentului European privind finanțarea Pactului Ecologic European în valoare de 1.000 de miliarde de euro. În calitate de raportor, Siegfried Mureșan coordonează poziționarea strategică a Parlamentului European privind Pactul Ecologic European. 
Raportul privind Planul de investiții al Pactului Ecologic European (Pactul Verde), coordonat de europarlamentarul Siegfried Mureșan, a fost adoptat în octombrie 2020 în ședința comună a Comisiei pentru bugete și a Comisiei pentru afaceri economice și monetare din Parlamentul European. În raport, Parlamentul European cere o finanțare adecvată a Pactului Verde, care să contribuie la reducerea decalajelor dintre țările din estul și vestul Europei în tranziția spre o economie neutră din punct de vedere al emisiilor.

#### Co-raportor privind Mecanismul European de Redresare și Reziliență
În iulie 2020, deputatul european Siegfried Mureșan a fost ales co-raportor al Parlamentului European privind Mecanismul European de Redresare și reziliență, instrument creat pentru a sprijini statele membre ale Uniunii Europene să-și finanțeze planurile naționale de relansare economică în contextul crizei cauzate de pandemia de COVID-19. 
În luna februarie 2021, Parlamentul European a adoptat legislația mecanismului, în urma unui raport coordonat de Siegfried Mureșan din poziția de co-raportor. Conform raportului adoptat, statele membre ar urma să primească 672,5 miliarde de euro pentru finanțarea planurilor de redresare. Toate investițiile și reformele finanțate din mecanism trebuie demarate până la 31 decembrie 2023. România ar urma să beneficieze de aproximativ 30 de miliarde de euro din acest mecanism.
În decembrie 2021, Mureșan a fost numit co-raportor al Parlamentului European și pentru raportul privind implementarea Mecanismului European de Redresare și Reziliență.
Primul Raport de implementare al Mecanismului European de Redresare și Reziliență a fost adoptat de plenul Parlamentului European în data de 23 iunie 2022. Raportul prevede folosirea fondurilor necheltuite din Mecanismul de Redresare și Reziliență, aproximativ 200 de miliarde de euro, pentru investiții în proiecte energetice transfrontaliere. 

#### Raportor privind avizul Parlamentului European pentru aderarea Croației la zona euro
Siegfried Mureșan a fost raportor privind avizul Parlamentului European pentru aderarea Croației la zona euro. Raportul lui Siegfried Mureșan, care susține aderarea Croației la zona euro, a fost adoptat de plenul Parlamentului European în luna iulie.

#### Relația UE cu Republica Moldova
În data de 26 septembrie 2019, Siegfried Mureșan a fost ales președintele Delegației Parlamentului European la Comitetul Parlamentar de Asociere UE – Moldova. 

### Al treilea mandat în Parlamentul European
Pe 9 iunie, Siegfried Mureșan a fost reales pentru un nou mandat de 5 ani în Parlamentul European, din partea Partidului Național Liberal (PNL). 

#### Vicepreședinte al Grupului PPE din Parlamentul European
După începerea acestui nou mandat, Siegfried Mureșan a fost reales în funcția de vicepreședinte al Grupului PPE din Parlamentul European, obținând un număr de 151 din 170 de voturi valabile exprimate. 

#### Vicepreședinte al Partidului Popular European
Europarlamentarul Siegfried Mureșan a fost reales, cu largă majoritate, de peste 70% din voturile valabil exprimate, vicepreședinte al Partidului Popular European (PPE), în cadrul Congresului desfășurat la Valencia în aprilie 2025. 
La Congresul PPE din Valencia au participat peste 1.700 de delegați, invitați și jurnaliști din Uniunea Europeană și din țările vecine, inclusiv delegații Partidului Național Liberal. Printre liderii europeni prezenți la congres s-au numărat președinta Comisiei Europene, Ursula von der Leyen, președinta Parlamentului European, Roberta Metsola, cancelarul desemnat al Germaniei, Friedrich Merz, prim-ministrul Greciei, Kyriakos Mitsotakis, prim-ministrul Croației, Andrej Plenković, prim-ministrul Suediei, Ulf Kristersson, prim-ministrul Finlandei, Petteri Orpo, președinta Republicii Moldova, Maia Sandu, și viceprim-ministrul Italiei, Antonio Tajani.
Printre responsabilitățile sale în calitate de vicepreședinte al Partidului Popular European se numără negocierile din partea PPE privind bugetul pe termen lung al Uniunii Europene, implementarea Mecanismului European de Redresare și Reziliență (din care sunt finanțate Planurile Naționale de Redresare și Reziliență - PNRR - ale statelor membre), coordonarea reuniunilor miniștrilor de finanțe ai PPE înaintea Consiliului ECOFIN, relația cu Republica Moldova, relația cu Comitetul European al Regiunilor.

#### Coordonarea Bugetului pe termen lung al Uniunii Europene
Europarlamentarul Siegfried Mureșan negociază viitorul Buget Multianual al Uniunii Europene, care urmează să fie implementat după anul 2027. Bugetul multianual al UE, întins pe 7 ani, are o valoare totală de aproximativ 1,3 trilioane de euro și este instrumentul din care România primește cea mai mare parte a fondurilor europene nerambursabile pentru investiții și pentru subvențiile agricole. Din actualul exercițiu financiar multianual, 2021 – 2027, România beneficiază de aproximativ 46 de miliarde de euro, ceea ce înseamnă 16,5% din produsul intern brut al țării. 
Siegfried Mureșan este primul europarlamentar din România care îndeplinește acest rol.
Raportul privind prioritățile Parlamentului European referitoare la viitorul Buget multianual al Uniunii Europene 2028–2034, coordonat de eurodeputatul Siegfried Mureșan (PPE / PNL) în calitate de negociator-șef al Parlamentului, a fost votat la data de 7 mai 2025, în plenul Parlamentului European. Acest raport propune o creștere adecvată a bugetului multianual al Uniunii Europene pentru perioada 2028–2034, având în vedere noile priorități, precum apărarea și întărirea economiei, fără a afecta domenii tradiționale, precum agricultura și coeziunea.

#### Sprijin pentru Republica Moldova
Deputatul european Siegfried Mureșan (PPE/PNL) a fost reales la 3 octombrie 2024 pentru un nou mandat de cinci ani ca președinte al Delegației Parlamentului European pentru relațiile cu Republica Moldova. În această funcție, el va co-prezida Comitetul Parlamentar de Asociere UE-Moldova, care reunește membri ai Parlamentului European și ai Parlamentului Republicii Moldova. Principalul său obiectiv este sprijinirea Republicii Moldova în procesul de pregătire pentru aderarea la Uniunea Europeană, inclusiv prin adaptarea legislației naționale la acquis-ul comunitar. 
De asemenea, Siegfried Mureșan a fost desemnat co-raportor pentru legislația Planului European de Creștere pentru Republica Moldova, un pachet financiar de 1,9 miliarde de euro destinat modernizării infrastructurii și creșterii nivelului de trai din această țară. 
În Martie 2025, plenul Parlamentului European a aprobat, cu largă majoritate, Facilitatea de Creștere și Reforme pentru Republica Moldova, în valoare de 1,9 miliarde de euro. Rezultatul votului: 499 voturi pentru, 117 împotrivă și 44 abțineri.

#### Co-raportor pentru implementarea PNRR
Deputatul european Siegfried Mureșan a fost desemnat co-raportor al Parlamentului European pentru raportul privind implementarea Mecanismului de Redresare și Reziliență de către Comisia pentru afaceri economice și monetare. În această calitate, el va evalua eficiența implementării mecanismului de către Comisia Europeană și statele membre, inclusiv România, și va identifica măsuri pentru a asigura direcționarea fondurilor către investiții și reforme care îmbunătățesc calitatea vieții pe termen lung. 
Raportul privind implementarea Mecanismului de Redresare și Reziliență, din care este finanțat Planul Național de Redresare și Reziliență (PNRR) al României, coordonat de eurodeputatul Siegfried Mureșan în calitate de coraportor, a fost votat de plenul Parlamentului European în sesiunea plenară a lunii iunie, astfel devenind poziția oficială a Parlamentului European. 
Raportul cere Comisiei Europene să vină cu o propunere privind prelungirea cu 18 luni a proiectelor mature din PNRR. În paralel, cere statelor membre ca, în procesul de implementare a PNRR-urilor, să prioritizeze proiectele mature și să nu riște pierderea banilor prin începerea de reforme și investiții fără șanse reale de a fi duse la bun sfârșit. Cere, de asemenea, o mai mare implicare a autorităților locale și regionale în implementarea PNRR. În cazul în care vor rămâne, totuși, fonduri necheltuite din Mecanismul de Redresare și Reziliență, cere Comisiei Europene să găsească o soluție astfel încât aceste fonduri să fie redirecționate către prioritățile UE, precum întărirea economiei, apărarea, dar și coeziunea Europei.

## Decorații
În decembrie 2021, deputatul european Siegfried Mureșan a fost decorat de președinta Republicii Moldova, Maia Sandu, cu „Ordinul de Onoare”, „în semn de apreciere pentru susținerea obiectivului de integrare europeană și a eforturilor de consolidare a proceselor democratice în Republica Moldova”.